# Donanemab
Le donanemab est un médicament développé par Eli Lilly pour le traitement de la maladie d'Alzheimer, et commercialisé sous le nom de Kisunla. Cet anticorps monoclonal est conçu pour cibler les protéines bêta-amyloïdes du cerveau qui sont censées provoquer la neurodégénérescence observée dans la maladie d'Alzheimer.

## Tests cliniques
Le médicament est en phase III de tests cliniques. Une première étude de sécurité, tolérabilité et efficacité a démarré en décembre 2017 sur 266 participants puis a été prolongée par une 2e étude depuis juin 2020. Le médicament est administré par injection intraveineuse toutes les 4 semaines. Les premières données publiées font état d'une réduction de 32 % d'un indice du déclin lié à la maladie et d'un retour à la normale du niveau de la plaque amyloïde,. Selon des résultats publiés en 2023, le médicament peut ralentir la progression de la maladie chez les personnes qui commencent à le prendre lorsque la maladie en est encore à ses premiers stades. Il n'améliore pas les symptômes, mais parmi les personnes qui ont commencé à le prendre aux premiers stades de la maladie d'Alzheimer, 47 % n'avaient pas de progression de la maladie selon certaines mesures après un an, contre 29 % pour le placebo. Le médicament n'est pas aussi bénéfique pour les personnes à des stades plus avancés de la maladie ou pour celles qui présentent une variation génétique commune qui augmente le risque de la maladie,. Ces données sont confirmées par une étude de phase III.
Une anomalie d'imagerie du cerveau, nommée ARIA-E, qui caractérise un œdème cérébral, apparaît chez 27 % des patients. Ce genre d'anomalie est asymptomatique dans environ les deux-tiers des cas, et sa cause n'est pas élucidée.

## Commercialisation
La FDA, agence américaine du médicament, donne l'autorisation de commercialisation en juillet 2024, jugeant que les « données cliniques ont montré, de façon convaincante, que Kisunla réduisait la vitesse de déclin cognitif et fonctionnel chez les patients présentant des symptômes modérés de perte cognitive et de démence sénile liés à la maladie ». La société Lilly affirme que le médicament, qui doit être pris une fois par mois, élimine la protéine amyloïde qui se concentre en plaques dans le cerveau des personnes atteintes de la maladie d'Alzheimer, et qu'ensuite les patients peuvent stopper le traitement. Selon la société, 69% des patients ayant participé à l'essai clinique de 18 mois ont pu stopper le traitement avant la fin de l'essai et leur déclin cognitif a continué à ralentir même après arrêt du traitement. Cependant, le neurologue Michael Greicius affirme que les données cliniques n'ont pas permis de montrer une corrélation entre la baisse des dépôts amyloïdes dans le cerveau et le ralentissement du déclin cognitif : il estime que le mode d'action du médicament reste inconnu. Les experts de la maladie d'Alzheimer sont partagés quant à l'intérêt du Kisunla. Certains l'estiment utile même si les effets sont modestes. Dans l'essai mené sur 1 736 patients au stade précoce de la maladie, ceux ayant reçu le traitement ont eu un déclin 29% plus faible que les patients du groupe placebo. D'autres experts estiment que les risques d'hémorragies sont trop élevés (trois décès en lien avec les effets secondaires),.